# ریوتا موریواکی
ریوتا موریواکی (به انگلیسی: Ryota Moriwaki) بازیکن فوتبال اهل ژاپن و عضو تیم ملی فوتبال ژاپن است که در تاریخ ۰۱ ژوئن ۲۰۱۱ میلادی اولین بازی ملی‌اش را انجام داد. او در ۲ بازی ملی حضور داشت و آخرین بازی ملی خود را در تاریخ ۲۴ فوریه ۲۰۱۲ میلادی انجام داد. ریوتا موریواکی در بازی‌های ملی‌اش
گلی به ثمر نرساند.